# Littlefork, Minnesota
Littlefork là một thành phố thuộc quận Koochiching, tiểu bang Minnesota, Hoa Kỳ. Năm 2010, dân số của thành phố này là 647 người.

## Dân số
- Dân số năm 2000: 680 người.
- Dân số năm 2010: 647 người.